# Feng Shui (jeu de rôle)
Pour les articles homonymes, voir Feng shui (homonymie).
 (juin 2015).
Si vous disposez d'ouvrages ou d'articles de référence ou si vous connaissez des sites web de qualité traitant du thème abordé ici, merci de compléter l'article en donnant les références utiles à sa vérifiabilité et en les liant à la section « Notes et références ».
Feng Shui est un jeu de rôle d'action américain écrit par Robin D. Laws (en) et publié depuis 1996. Il propose aux joueurs d'incarner les héros d'un film d'action de Hong Kong.
Comme beaucoup de jeux de l'auteur (Hero Wars, Over the Edge…), ce jeu met principalement l'accent sur l'interprétation des personnages, ce qui peut paraître étrange pour un jeu où l'action et les combats sont les thèmes principaux.
Avec Feng Shui, Robin D. Laws explorait les prémices de l’autorité partagée entre les joueurs et le meneur de jeu. En effet, le jeu laisse le champ libre aux joueurs pour apporter tous les compléments nécessaires aux actions qu’ils souhaitent réaliser.

## Univers
La majorité des aventures se déroulent généralement dans la ville de Hong Kong ou sa région proche, mais à différentes époques. Cela dit rien n'empêche de jouer aux Amériques pendant la conquête de l'Ouest, ou bien dans la Rome contemporaine de Cicéron, avec pour seule limite l'imagination des joueurs et du MJ.

La Guerre Secrète tourne autour d'une vérité cachée : la tradition du Feng Shui, bien connue en Chine et aujourd'hui considérée par beaucoup de Chinois comme une simple superstition, est en fait bien réelle. Certains lieux ont un excellent Feng Shui et apportent à ceux qui s'y harmonisent chance et prospérité. Mieux : quiconque possède assez de sites Feng Shui majeurs voit l'histoire et le destin tourner en sa faveur, ses entreprises et ses ambitions réalisées avec facilité. C'est pourquoi tramer des complots politiques ou ourdir de sombres manipulations est tout à fait inutile lorsque le Feng Shui est de votre côté.

Par ailleurs le temps se déroule non pas en ligne droite mais selon quatre lignes droites parallèles : les jonctions. Chaque jour qui passe est bel et bien passé, tant dans la jonction de l'année 69 que dans l'année 1850 que dans la jonction 1997 que dans les années 2056, c'est pourquoi il n'est pas possible de récrire ce qui a été écrit. Néanmoins, lorsque des sites Feng Shui majeurs passent des mains d'une faction à une autre cela peut modifier grandement l'histoire future, on appelle ce changement un Glissement critique. Ces glissements s'opèrent du jour au lendemain, récrivant d'un coup l'histoire personnelle et générale de l'entière humanité.

### Factions
De nombreuses factions se disputent le Monde dans ce jeu.
Les Mangeurs de Lotus (Eaters of the Lotus en VO)
Ce sont des sorciers eunuques machiavéliques de la Chine de 69. À leur tête Gao Zang tient dans sa paume l'Empereur de Chine qui n'est qu'une marionnette entre ses mains crochues. Ils dirigent leur jonction, mais ils souhaitent étendre leur domination aux autres époques, c'est pourquoi ils ont des agents présents dans les autres jonctions. La secte des Mangeurs de Lotus pratique la sorcellerie et toutes sortes de rites de magie noire qui leur assurent un contrôle relatif sur les Démons qui pullulent dans leur jonction et dont ils font une arme de frappe redoutable. Parce que les Animaux transformés craignent la magie, ils sont leurs ennemis naturels.
La Main du Guide (Guiding Hand en VO)
Elle regroupe les moines souhaitant créer un monde de paix et d'harmonie aux règles strictes. Ces moines, spécialistes du Kung Fu, sont présents dans la jonction 1850 où ils font résistance aux Animaux Transformés du Pinacle. Ce sont pour la plupart des fanatiques aux idéaux de pureté et de droiture irréalisables qu'ils cherchent à transcender à travers une pratique spartiate des arts martiaux.
Le Pinacle
Il est dirigé par des animaux transformés (à forme humaine). Ils craignent tout particulièrement les énergies magiques qui les font retourner à leur forme originelle. Ils dominent la jonction moderne (1997) et 1850 où ils luttent contre la Main du Guide. Leur organisation se cache derrière tous les gouvernements et les dirigeants, les maffias et la plupart des associations de malfaiteurs, et de formes de crime organisé. Ils tirent les ficelles du monde moderne, ce sont eux les instigateurs du grand complot. À leur tête, préside le Nom Secret qui est élu pour une période renouvelable de 6 ans par le conseil de la Roue de Jade. Les membres humains les plus importants du Pinacle sont appelés les Promis.
Les Architectes de la Chair (ou Buros)
C’est un groupe armé constitué par (un homme) qui mit au point l'Archanotechnologie, un mélange de sorcellerie et de technologie futuriste qui crée chez les humains qui l'utilisent trop de graves modifications physiques (dessins occultes, modification de l'épiderme, transformation en monstre, perte des facultés cognitives, etc.) Grâce à cette nouvelle science, il prit le contrôle du monde en réduisant à néant les conflits de la planète avec la bénédiction de l'O.N.U. qu'il s'était mise préalablement dans la poche. Après avoir constitué pour ce fait une gigantesque armée d'Abominations, des démons capturés dans le Monde Inférieur et équipés d'armes super bourrines (et donc sans crainte de transformations monstrueuses), il lui fut facile de conquérir le Monde et d'instaurer une paix brutale dans un Monde sous contrôle total digne de 1984 de George Orwell. Ils proviennent de la jonction 2056 et cherchent pas tous les moyens à prendre le contrôle sur les jonctions antérieures dans le but de maintenir définitivement leur pouvoir, fragile puisqu'il suffit que l'histoire soit modifiée dans le passé pour que s'effondre leur hégémonie.
Les Disjoncteurs
C’est l'unique résistance qui existe dans la jonction 2056 face au pouvoir absolu et totalitaire des Buros. Ils préfèrent détruire les sites Feng Shui plutôt que de les contrôler afin de faire disparaître cette source de chance et d'inégalité entre les hommes (puisqu'elle favorise certains à la défaveur d'autres) sans trop savoir les conséquences que cela peut entraîner (mais peut-être n'y en a-t-il pas).
Les Dragons
Ce sont les personnages des joueurs, ils regroupent les héros investis de la tâche ingrate de lutter seuls contre tous ces bastards de la Guerre Secrète pour le bien de l'humanité. Dans l'univers de Base, leurs chefs sont la Prof, une ancienne collaboratrice du chef actuel, la jonction 2056 qui a mis au point avec lui l'Archanotechnologie, et Kar Faï, un grand maître d'arts martiaux chassé par la Main du Guide pour ses idées trop laxistes.

#### Évolution des factions
Depuis Feng Shui 2, le contexte des factions a évolué ; la dictature archanotechnologique des Architectes de la Chair s'est effondrée au moment où ses ennemis ont fait détoner une bombe magique surpuissante, transformant la jonction futuriste de 2056 en monde post-apocalyptique.

### Jonctions
Les jonctions sont les différentes époques clés où les personnages pourront évoluer durant les aventures.
- La jonction 69 propose de jouer dans la Chine antique, à l'époque des grandes dynasties. Cette jonction est dominée par les Mangeurs de Lotus ;
- La jonction 1850 propose de jouer dans la Chine de 1850. Cette époque est une référence pour le jeu car elle rappelle l'ambiance des films d'arts martiaux tels que la série des Il était une fois en Chine ;
- La jonction 1997 propose de jouer à l'époque moderne dominée par le Pinacle ;
- La jonction 2056 dépeint un futur sombre où la technologie fait appel à la sorcellerie. Cette époque reprend l'ambiance futuriste de 1984, V pour Vendetta… ;
- Le Monde Inférieur n'est pas à proprement parler une jonction (c'est plutôt une non-jonction) ; c'est un monde qui fait communiquer les différentes époques entre elles grâce à des Passages que seuls ceux qui les ont déjà empruntés peuvent voir. Ils peuvent être une simple porte qui semble murée, ou l'entrée d'une grotte effondrée, le dernier sous-sol d'un ascenseur dont le bouton est invisible, etc. Quiconque est déjà passé par le Monde d'En Bas est un véritable Guerrier du Secret car il n'est plus affecté par les Glissements Critiques qui pourraient arriver.

Ce monde est grisâtre et informe et il y flotte une étrange brume au niveau du sol. La substance qui compose les murs et le sol du Monde Inférieur peut être modifiée à la guise de quiconque a été harmonisé avec un site Feng Shui ; plus le nombre de sites est important et plus la capacité de façonnage du personnage lui permet de créer des modifications importantes et rapides. C'est pourquoi le Monde Inférieur est un endroit bariolé où cohabitent des constructions incas et des peintures asiatiques, des bâtiments modernes autant que rupestres. C'est l'endroit d'où viennent les Créatures Surnaturelles dont font usage les Lotus et les Buros, ainsi que les Individus Hors du Temps, c'est-à-dire ceux dont le monde a disparu à la suite d'un glissement critique.

#### Évolution des jonctions
Depuis Feng Shui 2, certaines jonctions ont avancé dans le temps de plus de vingt ans. Ainsi, la jonction antique passe du Ier siècle, dirigé par un eunuque, à l'apogée de la dynastie Tang au VIIe siècle, avec à sa tête une impératrice malfaisante. La jonction éternellement bloquée à 1996, quant à elle, passe à l'époque contemporaine. Cependant, celle de la Chine du XIXe siècle reste située à la veille de la révolte des Taiping, époque jugée plus adaptée au jeu. Tandis que la jonction futuriste de 2056 s’est effondrée tout comme la dictature archanotechnologique des Architectes de la Chair à sa tête ; cette jonction est dorénavant un monde post-apocalyptique, peuplé de nombreux mutants,.

## Système de jeu

### Création des personnages
La création d’un Personnage se résume à la personnalisation d’un Archétype, très typé « cinéma de genre ». Il en existe 26 dans le livre de base de la première édition.

#### Caractéristiques
Il existe 4 caractéristiques principales qui regroupent chacune 3 ou 4 caractéristiques secondaires :
- Physique – Sont regroupés autour de cette caractéristique :
  - la Constitution (résister au poison, se remettre d'une maladie, mettre son endurance à l'épreuve, rester debout malgré les blessures, etc.) ;
  - la Force (puissance musculaire brute ; elle sert à calculer les dégâts au corps à corps) ;
  - le Mouvement (vitesse de déplacement à pied, capacité à sauter) ;
  - la Résistance (capacité à encaisser ; on la soustrait aux dégâts subis).
- Chi – Sont regroupés autour de cette caractéristique :
  - la Chance ;
  - le Fu (capacité d'utiliser son énergie Chi pour des attaques de Kung Fu) ;
  - la Magie (capacité nécessaire à l'emploi de la sorcellerie, l'Archanotechnologie ou les Pouvoirs des Créatures Surnaturelles).
- Esprit – Sont regroupés autour de cette caractéristique :
  - l'Intelligence (capacité de mémorisation et de logique) ;
  - le Charisme (l'aura de charme, la présence, la beauté) ;
  - la Volonté (force de l'esprit, la ténacité…) ;
  - la Perception (acuité des sens).
- Réflexes – Sont regroupées autour de cette caractéristique :
  - la Vitesse (la rapidité d'action, capacité à réagir rapidement ; attention cela n'implique pas se déplacer rapidement mais uniquement commencer à courir plus tôt par exemple – on s'en sert pour calculer l'Initiative) ;
  - l'Agilité (souplesse du corps, équilibre, etc.) ;
  - la Dextérité manuelle.

#### Compétences
Chaque Personnage est défini par ses compétences. Chaque compétence dépend d'une caractéristique et d'un degré de maîtrise (bonus).
| Compétence                    | Caractéristique | Explications |
| ----------------------------- | --------------- | --- |
| Arts martiaux                 | Agilité         | Combat au corps à corps, armes et pieds-poings |
| Intrusion                     | Agilité         | Discrétion, détection des pièges, crochetage de serrures, vol à la tire, etc. |
| Armes à feu                   | Dextérité       | Compétences pour la maîtrise des armes à feu, du pistolet au lance-flammes, en passant par les grenades et les lance-roquettes ! |
| Matériel archanotechnologique | Magie           | Maîtrise de l'archanotechnologie |
| Sorcellerie                   | Magie           | Maîtrise des arts occultes |
| Pouvoir de créature           | Magie           | Maîtrise des pouvoirs des Démons du Monde Inférieur |
| Séduction                     | Charisme        | Habileté à faire valoir son charme et à donner envie à quelqu'un d'avoir des rapports plus amicaux avec vous, voire des rapports sexuels |
| Commander                     | Charisme        | Habileté à se faire obéir, à donner des instructions précises et compréhensibles |
| Tromperie                     | Charisme        | Habileté à mentir, à se faire passer pour quelqu'un d'autre, à se déguiser |
| Intimidation                  | Charisme        | Habileté à faire peur, à intimider ainsi qu'à ne pas être effrayé soi-même |
| Conduire                      | Dextérité       | Tous les personnages savent conduire (sauf quand c'est anachronique ou irréaliste) mais cette compétence permet de conduire à contre-sens, de faire des têtes à queue, etc. Elle permet aussi de choisir d'être capable de piloter deux autres véhicules moins courants (hélicoptère, U.L.M, chasseur, etc.) |
| Enquête                       | Perception      | Capacité à retrouver des indices, à détecter des détails infime, à fouiller une pièce, à remarquer un mensonge ou une arme dissimulée |
| Police                        | Perception      | Idem Enquête + capacité à se faire obéir de la population civile, à connaître les règlements et les lois, bref tout ce que doit savoir un bon flic |
| Info / …                      | Intelligence    | N'importe quoi, compétence autre, en géographie, en cuisine, en musique, etc., etc. |

Pour donner un ordre d'idée, une VA (Valeur d'Action, c'est-à-dire le niveau de sa compétence) de 10 est celle d'un homme assez compétent, pour le Kung-Fu ça serait le degré de compétence d'un homme qui s'entraîne régulièrement en club. 
Une VA de 13 est celle d'un homme très compétent, un combattant au niveau régional ou national par exemple, etc.
Une VA de 15 correspond à celle d'un expert, un champion titré au niveau international par exemple, etc.
Une VA de 18 serait une référence en la matière, le grand maître 10e Dan inventeur de l'aïkido par exemple, etc.
Une VA de 20 est celle du dieu du monde, le top du top la crème de la crème, etc.
Cela dit, dans Feng Shui les PJs rencontrent des combattants exceptionnels qui luttent dans l'ombre en dehors des cadres académiques, il n'est donc pas rare de croiser des Personnages avec des VA supérieures à 13, voire à 15.

#### Évolution de la création des personnages
Depuis Feng Shui 2, Les Archétypes, qui sont maintenant au nombre de 36, ont été grandement simplifiés : les listes de caractéristiques principales et secondaires ont disparu ainsi que les compétences « à rallonge ».
Le Personnage est décrit simplement par :
- Son Attaque principale
- Son Attaque secondaire
- Son score en Défense
- Son score en Endurance
- Sa Vitesse
- Sa Chance (Fortune en VO)
- Une poignée de compétences
- Un niveau de vie
- Ses Prouesses (Shticks en VO)

Pour finir, on personnalise son Archétype en le définissant via un Concept et une Accroche dramatique. Aucun point à répartir où que ce soit.

### Combat et jets de dés

#### Essayer, réussir, toucher
Feng Shui se joue simplement avec deux dés à six faces, un dé dit « positif » et un dé dit « négatif ». Pour la plupart des Jet de Dés on relance les 6 jusqu’à ce qu'un autre chiffre sorte, sauf pour les jets de caractéristiques (jets Ouverts). Le système est très simple : quand le Personnage cherche à résoudre une action il y a une difficulté fixée à la discrétion du Maître de Jeu, si le résultat du jet de dé est supérieur, c'est réussi, si c'est inférieur, c'est un échec, simplissime !
Exemple : Nikita tente de garder le contrôle de son véhicule en évitant le baril enflammé qui tombe sur la route devant sa Chevrolet coupé noire sans rayer la peinture de la carrosserie ni écraser la pauvre vieille qui commence à traverser au même moment. Le MJ fixe la difficulté à 12. Nikita a une VA en conduite de 13, il jette un 6 positif et un 6 négatif, suspense ! il relance les deux jets et obtient un 5 négatif et un 3 positif ! 13 - 6 + 6 - 5 + 3 = 11 C'est raté mais seulement d'un point ! Le MJ peut décider que le Cabriolet heurte de plein fouet le baril s'il est cruel, ou bien comme l'échec est juste, que l'action n'a pas exactement réussi comme Nikita le désirait, par exemple que la Chevrolet n'est pas arrêtée pour autant mais que la carrosserie est bien amochée et qu'il ne passera pas le prochain contrôle technique sans souci, ou encore il peut lui laisser l'opportunité de rouler sur la vieille dame pour sauvegarder sa peinture. L'intérêt de Feng Shui repose justement sur la souplesse de son système alors profitez-en !
La difficulté pour toucher un adversaire en combat est sa plus haute compétence de combat (arts martiaux, armes à feu, matériel archanotechnologique, pouvoir de créature ou sorcellerie). On appelle ce score la VA d'Esquive.
Exemple : Isaak Kritchek veut tirer sur un garde avec son E.T. à visée laser sa VA est de 17 en armes à feu. De son côté, le garde a une VA d'armes à feu de 10, c'est la difficulté pour le toucher. Isaak lance ses dés et il obtient un 5 sur son dé positif et un 6 sur son dé négatif, il relance le 6 et obtient un 1. On ajoute le tout :
5 - 6 - 1 = -2. Le total est donc de 17 - 2 = 15, c'est supérieur à la difficulté qui était de 10, l'action est réussie.
Un personnage peut aussi se concentrer sur la seule attitude défensive et faire une Esquive Active (la VA d'Esquive est aussi appelée Esquive Passive) et augmenter ainsi de 3 points la difficulté pour être touché.

#### Encaisser
La différence entre le résultat du jet et la difficulté est appelée Résultat d'Action, ce chiffre indique à quel point l'action est réussie, dans ce dernier exemple le RA est de 5. Ce chiffre dans ce cas s'ajoutera aux dégâts subis s'il s'agissait d'un Personnage Unique, c'est-à-dire doté d'un nom. Ici il s'agit d'un simple garde, donc d'un Personnage Anonyme et il suffit d'un résultat de 5 ou plus pour qu'il soit hors de combat. Si le RA avait été de 4 il aurait suffi de réussir une autre attaque avec un RA de 1 pour mettre ce garde hors de combat. Les personnages uniques ont 35 points de vie, la différence de puissance entre un personnage débutant et un personnage expérimenté se joue à la grandeur de sa VA et de sa Résistance à laquelle il soustraie les dégâts encaissés.
Exemple : Coraï Lee l'experte en arts de combat essaie de donner un coup de pied sauté à Masao, le Nom Secret. Coraï a une VA d'arts martiaux de 16, Masao une VA de 18. Coraï attaque la première ; elle fait 4 sur son dé négatif et 6 sur son dé positif, elle le relance et obtient à nouveau un 6, elle le relance et obtient un 2. 6 + 6 + 2 - 4 = +10, résultat impressionnant de 26 ! c'est largement réussi, avec un RA de 26 - 18 = 8 ! Un coup de pied inflige Force + 2 points de dégâts (un coup de poing Force + 1). Coraï a un score de 8 en Force, ses coups de pied infligent donc 10 points de dégâts, auxquels elle ajoute son RA de 8, total 18 points de dégâts. Cependant Masao a un score de Constitution impressionnant de 11 qui monte à 13 avec l'armure spéciale qu'il porte (c'est quand même le Nom Secret ! voir plus haut : Le Pinacle). On soustrait donc 13 aux points de dégâts qu'il subit, les dégâts encaissés sont de 5, il reste encore 30 points de vie à Masao. C'est au tour de Masao qui l'attaque avec deux sabres à la fois ; il jette un 3 positif et un 1 négatif = +2, résultat 20, c'est réussi puisque l'esquive de Coraï est de 16, le RA est donc de 20 - 16 = 4.
Pour calculer les dégâts infligés par un combattant à deux armes on procède comme si c'étaient deux attaques successives :
Un sabre inflige Force + 4 points de dégâts. La force de Masao est de 11, ses sabres infligent donc 15 points de dégâts chacun, plus le RA, total 19 points de dommage. Coraï soustrait sa résistance de 8 à chacune de ces attaques, elle encaisse donc deux fois 19 - 8 = 11 points de dommages, 22 en tout.

#### Rester debout
Plus un personnage est blessé et plus il a du mal à se concentrer, à combattre, à courir, etc. Quand il a encaissé plus de 20 points de dégâts il subit un Point d'Affaiblissement, c'est-à-dire qu'il subit un malus de 1 point sur toutes ses caractéristiques, donc sur tous ses jets de dés. C'est donc le cas de Coraï dans notre exemple. Au-delà de 30 points de dégâts il subit deux Points d'Affaiblissement en tout. À partir de 35 points de dégâts, les personnages risquent de mourir, ils doivent donc faire un Jet de Mort. C'est un jet classique (on relance les 6) de Constitution dont la difficulté est égale aux dégâts subis au-delà du seuil critique de 35 points de dégâts (bien sûr les points d'Affaiblissement n'entrent pas en compte lors du Jet de Mort).
Exemple : Masao inflige cette fois 24 points de dommage à Coraï dont le total de dégâts atteint 46 points de dégâts ! Coraï va devoir faire un Jet de Mort si elle veut pouvoir poursuivre le combat. La difficulté est de 46 - 35 = 11. Elle jette un 4 positif et un 1 négatif = +3. Sa Constitution est de 8, total 11, ouf ! c'est réussi de justesse !
Cependant, même si elle avait raté son jet de mort elle n'en serait pas morte sur le coup, un personnage de Feng Shui est un héros, il a toujours le temps de dire quelques mots avant de passer l'arme à gauche ! Suivant la grandeur de son échec il lui restera plus ou moins de temps à vivre :
| Échec     | …à vivre         |
| --------- | ---------------- |
| -1        | six heures       |
| -2        | quatre heures    |
| -3        | trois heures     |
| -4        | deux heures      |
| -9 à -5   | une heure        |
| -12 à -10 | une demi-heure   |
| -13       | un quart d’heure |
| au-delà   | mort sur le coup |

#### Agir et réagir
Un combat est réglé selon une séquence de combat ; elle commence pour un personnage à son initiative. Pour calculer son initiative le Personnage lance un dé à six face et y ajoute sa caractéristique de Vitesse. On ne relance jamais les 6 dans ce cas. À la suite de cela, les personnages agissent les uns après les autres suivant leurs initiatives respectives. Une action simple demande 3 segments et une action complexe 4 segments, une esquive active 1 segment, recharger une arme 2 segments, et ainsi de suite. Il est aussi possible à un personnage de réduire le coût en segments d'une action en augmentant sa difficulté : c'est une Action Précipitée. En faisant une action simple en 2 segments seulement la difficulté augmente de 2 points ; en faisant une Action Précipitée en un seul segment on augmente la difficulté de 5.
Exemple : Ta Yu et John Lee s'affrontent ; le premier a une Vitesse de 7 et fait 3 sur le dé de son initiative, il agira donc à 10. John a une Vitesse de 9 et fait 6 sur le dé, il agira donc à 15. Pour sa première action, John tire sur Ta Yu. Sa seconde action sera donc à 12. Puis il fait une seconde action précipitée en deux segments afin d'être au même segment que Ta Yu, à 10. Ta Yu attaque John Lee à 10 et celui-ci fait une Esquive Active afin d'être plus difficile à toucher, puis il agit à nouveau à 9.
Cela continue jusqu’à ce que l'un et l'autre aient épuisé tous leurs segments. NB : il est possible de faire une action simple même au segment 1, mais au-delà de 3 segments cela débordera sur l'initiative suivante.

#### Shticks
Les Shticks (« trucs », en argot américain) sont les capacités extraordinaires dont les personnages disposent ; c'est l'équivalent des dons du Système d20. Par exemple les Shticks de Kung Fu permettent à l'artiste martial d'utiliser des capacités hors du commun, les Shticks de Sorcellerie permettent de faire de la Magie, les Shticks d'armes à feu permettent d'être plus efficace avec des armes à feu, etc. Shticks a été traduit par Prouesses.

## Histoire éditoriale
Feng Shui a été écrit principalement par Robin D. Laws au début des années 1990 dans le but de produire un jeu de rôle émulant les films d'action de Hong Kong. Il a proposé le jeu à Jose Garcia, de Daedalus Games, qui a aimé le cadre, mais qui a décidé de l'utiliser pour en faire un jeu de cartes à collectionner, jeux qui étaient extrêmement populaires à l'époque. Daedalus Games, devenu Daedalus Entertainment, a publié le jeu de cartes à collectionner Shadowfist (en), qui a connu un grand succès, en 1995.

### Première édition
Grâce aux gains de Shadowfist, Daedalus a pu embaucher John Tynes comme directeur pour sa propre gamme de jeux de rôle et a publié en 1996 la première édition de Feng Shui, en utilisant le système du jeu Nexus: The Infinite City (1994) – co-écrit par Laws et déjà publié par Daedalus – comme système de jeu de rôle générique. Le jeu a connu quelques suppléments en 1997, mais à ce stade, et après la crise des jeux de cartes à collectionner, Daedalus a été contraint de licencier tout le personnel, à l'exception de Jose lui-même et de sa sœur, et la société a fait faillite, contrôlée au titre du Chapitre 11, en 1997. Un dernier module a été écrit par Chris Pramas et a été publié sous licence par Ronin Publishing.

### Seconde édition
Quelques années plus tard, Robin D. Laws a racheté Feng Shui pour Atlas Games. Greg Stolze a été engagé pour s'occuper de la ligne éditoriale et, en 1999, une nouvelle édition du manuel de base a été publiée, suivie par de nombreux suppléments en 2000, mais par seulement deux par an entre 2001 et 2004. Par la suite, en dehors de Glimpse of the Abyss (2007), qui restait sous forme imprimée, aucun nouveau supplément n'a été publié.

### Feng Shui 2
En 2015, Atlas Games a publié Feng Shui 2. Pour l’auteur, il s'agit là de la vraie 2e édition, Robin D. Laws considérant celle de 1999 comme étant plutôt une ré-impression.

## Récompenses
Le jeu a été multiprimé aux ENnies 2016 : meilleur jeu, meilleures règles et meilleur univers.

## Historique des éditions
- Première édition VO Daedelus Entertainment 1996 (épuisée)

Première édition, semblable à la seconde édition éditée par Atlas Games. Les suppléments restent totalement compatibles entre les éditions. Cette édition a été imprimée en couleur sur papier glacé.
- Première édition révisée VO Daedelus Entertainment 1996 (épuisée)

Identique à la première édition, mais contient les errata. Cette édition n'est plus qu'en noir et blanc.
- Seconde édition VO Atlas Games 1999

Édition identique à la première édition.
- Seconde édition VF Oriflam 1999

Aucune différence avec la VO éditée par Atlas Games, à exception de la mise en page et de quelques illustrations. Les couvertures de la gamme française ont été réalisées par Didier Florentz.
- Nouvelle édition VO Atlas Games 2015

Nouvelle édition nommée « Feng Shui 2 », toujours par Atlas Games, sortie en 2015. Elle a bénéficié d’une réimpression, disponible depuis 2019, incluant tous les erratas.
- Nouvelle édition VF Les Éditions du Troisième Œil 2019

Traduction française de Feng Shui 2 dans une mise en pages et un format différents, incluant les erratas de la VO.

## Gamme

### En version originale
Liste constituée d'après des sites de référence,

#### Première édition
- Feng Shui, Robin D. Laws, Daedalus Entertainment (1996)  (ISBN 1-888335-00-9). Manuel de base de la première édition.
- Marked For Death, Bruce A. Baugh, Chris Pramas, Greg Stolze, John Tynes, Allen Varney, Daedalus Entertainment (1996)  (ISBN 1-888335-01-7). Aventures.
- Back For Seconds, Rob Heinsoo et John Tynes (édité par), Daedalus Entertainment (1996)  (ISBN 1-888335-02-5). Supplément de jeu.
- Thorns of the Lotus, Rich Warren, Daedalus Entertainment (1997)  (ISBN 1-888335-04-1). Supplément consacré aux Mangeurs de Lotus.
- Blood of the Valiant, Chris Pramas, Green Ronin Publishing (1998)  (ISBN 1-589780-43-4). Supplément consacré à la Main du Guide.

#### Deuxième édition
- Feng Shui: Action Movie Roleplay, Robin D. Laws, Atlas Games (1999)  (ISBN 1-887801-76-6). Manuel de base de la deuxième édition.
- Seed of the New Flesh, Greg Stolze, Atlas Games (1999)  (ISBN 1-887801-77-4). Supplément consacré aux Architectes de la Chair.
- Golden Comeback, Atlas Games (2000)  (ISBN 1-887801-80-4). Supplément consacré aux arts martiaux.
- Seal of the Wheel, David Blewers, Deird'Re Brooks, Hal Mangold, John Seavey, Atlas Games (2000)  (ISBN 1-887801-90-1). Supplément consacré aux Transformés.
- Elevator to the Netherworld: The Inner Kingdom Sourcebook, Atlas Games (2000)  (ISBN 1-887801-83-9). Supplément consacré au Monde inférieur.
- Four Bastards, Robin D. Laws, Atlas Games (2000)  (ISBN 1-887801-86-3). Aventure.
- In Your Face Again, Atlas Games (2001)  (ISBN 1-887801-97-9). Recueil d’aventures.
- Burning Shaolin, Robin D. Laws, Atlas Games (2001)  (ISBN 1-58978-006-X). Aventure comprenant des règles pour jouer sous Système d20.
- On Location, Jeff Tidball, Atlas Games (2002)  (ISBN 1-58978-024-8). Écran du meneur.
- Thorns of the Lotus, Rich Warren, Atlas Games (2002)  (ISBN 1-58978-028-0). Révision du supplément publié par Daedalus.
- Blood of the Valiant, Chris Pramas, Atlas Games (2003)  (ISBN 1-58978-043-4). Révision du supplément publié par Daedalus.
- Gorilla Warfare, John Seavey, Atlas Games (2003)  (ISBN 1-58978-038-8). Supplément consacré aux Disjoncteurs.
- Friends of the Dragon: A Guide to Player Character Groups, Atlas Games (2004)  (ISBN 1-58978-054-X). Alliés pour les Personnages.
- Iron and Silk, Will Hindmarch, Chris Jones, John Seavey, Atlas Games (2004)  (ISBN 1-58978-047-7). Armes improvisées.
- Blowing Up Hong Kong, Chris Jones, Atlas Games (2004)  (ISBN 1-58978-065-5). Supplément consacré à Hong Kong.
- Glimpse of the Abyss, Jeff Tidball, Darrin Bright, Chris Dolunt, Will Hindmarch, John Seavey, Atlas Games (2007)  (ISBN 1-58978-073-6). Manuel de monstres.

#### Feng Shui 2
- Feng Shui 2, Robin D. Laws, Atlas Games (juillet 2015)  (ISBN 978-1-58978-153-5). Manuel de base.
- GM Screen, Atlas Games (septembre 2015)  (ISBN 978-1-58978-156-6). Écran.
- Hong Kong Task Force 88, Atlas Games (juin 2016). Kit de démo.

### En français
Liste constituée d'après des sites de référence

#### Deuxième édition
- Feng Shui, édition révisée, Oriflam (décembre 1999)  (ISBN 2-912979-07-2). Manuel de base de la deuxième édition.
- Écran du Maître de Jeu, Oriflam (janvier 2000)  (ISBN 2-912979-16-1). Écran de la deuxième édition.
- La Nouvelle chair, Oriflam (février 2000)  (ISBN 2-912979-10-2). Supplément consacré aux Architectes de la Chair.
- Retour en grâce, Oriflam (juin 2000)  (ISBN 2-912979-15-3). Supplément de règles.
- Ascenseur pour ailleurs…, Oriflam (novembre 2000)  (ISBN 2-912979-20-X). Supplément consacré au Monde inférieur.
- Quatre bâtards, Oriflam (janvier 2001)  (ISBN 2-912979-22-6). Aventure.
- L’Ombre de la roue, Oriflam (avril 2001)  (ISBN 2-914536-01-1). Supplément consacré aux Transformés.
- Mange ça…, Oriflam (juillet 2001)  (ISBN 2-914536-05-4). Recueil d’aventures.
- …Dans ta face !, Oriflam (2001)  (ISBN 2-914536-10-0). Recueil d’aventures.
- L’Année du démon, Oriflam (juin 2002)  (ISBN 2-914536-22-4). Aventure de création française.
- Amis du dragon, Oriflam (décembre 2005)  (ISBN 2-914536-50-X). Alliés pour les Personnages.
- Les Épines du lotus, Oriflam (juin 2006)  (ISBN 2-914536-53-4). Supplément consacré aux Mangeurs de Lotus.

#### Feng Shui 2
- Feng Shui 2, Éditions du Troisième Œil (Les) (avril 2019)  (ISBN 978-2-490219-10-0). Manuel de base.
- Écran, Éditions du Troisième Œil (Les) (octobre 2019). Écran.